# Jean Pineda
Jean Pineda (Cartagena, 17 de septiembre de 1997) es un futbolista colombiano. Juega como centrocampista en las Águilas Doradas de la Categoría Primera A de Colombia.

## Trayectoria

### Real Cartagena
Su debut profesional con el club cartagenero fue contra Jaguares de Córdoba el 8 de marzo de 2016 y su primer gol como profesional lo marcó ante el Bogotá F. C. en un partido correspondiente a la Categoría Primera B como visitantes aquel día perdieron 2 a 1.

## Clubes
| Club                   | País     | Año           |
| ---------------------- | -------- | ------------- |
| Real Cartagena         | Colombia | 2016 - 2019   |
| Cúcuta Deportivo       | Colombia | 2020          |
| Real Cartagena         | Colombia | 2020 - 2021   |
| Independiente Medellín | Colombia | 2021 - Actual |

## Estadísticas
| Club                              | Temporada           | Liga  | Liga  | Copa Nacional | Copa Nacional | Copa Internacional | Copa Internacional | Total | Total |
| Club                              | Temporada           | Part. | Goles | Part.         | Goles         | Part.              | Goles              | Part. | Goles |
| --------------------------------- | ------------------- | ----- | ----- | ------------- | ------------- | ------------------ | ------------------ | ----- | ----- |
| Real Cartagena · Colombia         | 2016                | 4     | 0     | 2             | 0             | —                  | —                  | 6     | 0     |
| Real Cartagena · Colombia         | 2017                | 9     | 0     | 5             | 0             | —                  | —                  | 14    | 0     |
| Real Cartagena · Colombia         | 2018                | 33    | 3     | 3             | 0             | —                  | —                  | 36    | 3     |
| Real Cartagena · Colombia         | 2019                | 39    | 8     | 1             | 0             | —                  | —                  | 40    | 8     |
| Real Cartagena · Colombia         | Total               | 85    | 11    | 11            | 0             | —                  | —                  | 96    | 11    |
| Cúcuta Deportivo · Colombia       | 2020                | 15    | 0     | 1             | 0             | —                  | —                  | 16    | 0     |
| Cúcuta Deportivo · Colombia       | Total               | 15    | 0     | 1             | 0             | —                  | —                  | 16    | 0     |
| Independiente Medellín · Colombia | 2020                | —     | —     | 2             | 0             | —                  | —                  | 2     | 0     |
| Independiente Medellín · Colombia | 2021                | 27    | 1     | 1             | 0             | —                  | —                  | 28    | 1     |
| Independiente Medellín · Colombia | 2022                | 41    | 3     | 3             | 0             | 7                  | 0                  | 51    | 3     |
| Independiente Medellín · Colombia | Total               | 68    | 4     | 6             | 0             | 7                  | 0                  | 81    | 4     |
| Águilas Doradas · Colombia        | 2023                | 18    | 3     | —             | —             | 1                  | 1                  | 19    | 4     |
| Águilas Doradas · Colombia        | Total               | 18    | 3     | —             | —             | 1                  | 1                  | 19    | 4     |
| Total en su carrera               | Total en su carrera | 186   | 18    | 18            | 0             | 8                  | 1                  | 212   | 19    |

## Palmarés

### Títulos nacionales
| Título        | Club                   | País     | Año  |
| ------------- | ---------------------- | -------- | ---- |
| Copa Colombia | Independiente Medellín | Colombia | 2020 |